# Boris Wassiljewitsch Sterligow
Boris Wassiljewitsch Sterligow (russisch Борис Васильевич Стерлигов; * 1901 in Moskau; † 1971 ebenda) war ein sowjetischer Flugnavigator.

## Leben
Sterligow, Sohn eines Gymnasiallehrers, schloss den Gymnasiumsbesuch mit einer Goldmedaille ab. 1918 begann er das Studium an der Petrowskaja-Landwirtschaftsakademie in der Ingenieursfakultät. Im März 1920 trat er in die Rote Armee ein und absolvierte einen Kurs in der Petrograder Artillerietechnik-Schule. Ab September 1920 kämpfte Sterligow im Russischen Bürgerkrieg an der Südfront gegen die Wrangel-Armee und die Machno-Verbände.
Im Sommer 1921 absolvierte Sterligow in Moskau einen Kurs an der Militärpädagogik-Hochschule und arbeitete dann als Infanterie-Maschinengewehr-Ausbilder in Baku. Im Frühjahr 1923 wurde er zur Hauptluftflotte auf dem Zentralen Flugplatz in Moskau geschickt, wo er Assistent des Chefs der Zentralen Navigationsstation (ZANS) wurde. Bei Wiktor Ossipowitsch Pissarenkos Langstreckenflug Moskau-Charkiw-Rostow am Don-Sewastopol-Kiew-Moskau vom 27. Juli bis zum 9. August 1926 mit einer Polikarpow R-1 war Sterligow der Navigator. Bei dem Flug ohne Karten und Funkgerät legte der Navigator den Kurs mit dem Kompass fest. 1928 wurde Sterligow zum Senior-Flugbeobachter ernannt. 1929 war er Navigator des ersten Flugs Moskau-New York unter dem Chefpiloten Semjon Alexandrowitsch Schestakow.
1930 wurde Sterligow Chef des Flugnavigationsdienstes der Luftstreitkräfte der Sowjetunion (WWS). 1933 folgte die Ernennung zum Flaggnavigator der WWS. Er war an der Entwicklung der Handbücher und Richtlinien für den Navigationsdienst beteiligt. Am 29. April 1939 wurde er zum KomBrig ernannt.
Im Sowjetisch-Finnischen Krieg (1939–1940) kommandierte Sterligow das 85. Bomber-Regiment für besonderen Einsatz. Im Deutsch-Sowjetischen Krieg leitete er den Navigationsdienst der WWS. An der Organisation des Bombenangriffs auf Berlin am 22. August 1941 war er unmittelbar beteiligt. 1942 erarbeitete er die Luftstraße aus den USA über Alaska, Fernost und Sibirien für die Überführung der US-Flugzeuge nach dem Leih- und Pachtgesetz. Am 1. Mai 1943 wurde er zum Luftfahrt-Generalleutnant ernannt. Im Sowjetisch-Japanischen Krieg 1945 leitete er den Navigationsdienst bei der Vernichtung der Kwantung-Armee.
Nach dem Krieg war Sterligow Hauptnavigator der WWS. Im Herbst 1947 wurde er Chef der Navigationsfakultät der Militärakademie der Luftstreitkräfte „J. A. Gagarin“. Ab 1950 gehörte er aufgrund seiner Gesundheit zur Reserve.
Sterligow war verheiratet mit Jelena Iwanowna Sterligowa (1907–1973) und hatte einen Sohn Andrei Borissowitsch Sterligow (1936–2003).
Sterligow wurde auf dem Nowodewitschi-Friedhof begraben.

## Ehrungen
- Orden des Roten Banners der Arbeit (1929)
- Orden des Roten Sterns (1934)
- Leninorden (1940, 1945)[6]
- Rotbannerorden (1943, 1944, 1950)[6]
- Kutusoworden II. Klasse (1944, 1945)
- Suworow-Orden II. Klasse (1945)